# Retrato de Cristina de Dinamarca
El Retrato de Cristina de Dinamarca (o Retrato de Cristina de Dinamarca de luto) es un óleo sobre tabla de roble de Hans Holbein el Joven de 1538. Fue encargado ese año por Thomas Cromwell, agente de Enrique VIII, como pintura de compromiso tras la muerte de la reina inglesa Juana Seymour. Muestra a Cristina de Dinamarca, entonces de dieciséis años, duquesa  viuda de Milán desde que tenía catorce. Sus modales llamativos y su fuerza de carácter son evidentes en el retrato. Aunque Enrique quedó cautivado por la representación, la propuesta de matrimonio no prosperó, sobre todo porque Cristina era consciente del maltrato del soberano a sus anteriores esposas. Se dice que dijo: "Si tuviera dos cabezas, felizmente pondría una a disposición del rey de Inglaterra".  Varios obstáculos políticos y prácticos relacionados con sus vínculos con la iglesia luterana también frustraron el enlace.
El historiador del arte Derek Wilson escribió que el retrato "es la pintura más hermosa de una mujer jamás pintada [por Holbein], es decir, es uno de los mejores retratos femeninos jamás pintados". 
A pesar de que no resultó en el matrimonio que esperaba, a Enrique le gustó tanto el retrato que lo conservó hasta su muerte. Fue adquirido en 1909 por la National Gallery de Londres, donde se exhibe. 

## Comisión
Tras la muerte de la reina inglesa Juana Seymour en 1537, Holbein recibió el encargo de pintar retratos de mujeres nobles elegibles para casarse con Enrique VIII. Cristina era duquesa de Milán y viuda de Francisco II Sforza, que había muerto en 1535 cuando ella tenía sólo catorce años. Thomas Cromwell envió a Holbein y al embajador Philip Hoby a Bruselas para reunirse con ella. Se le encomendó la tarea de proporcionar un retrato sencillo y exacto de la joven. 

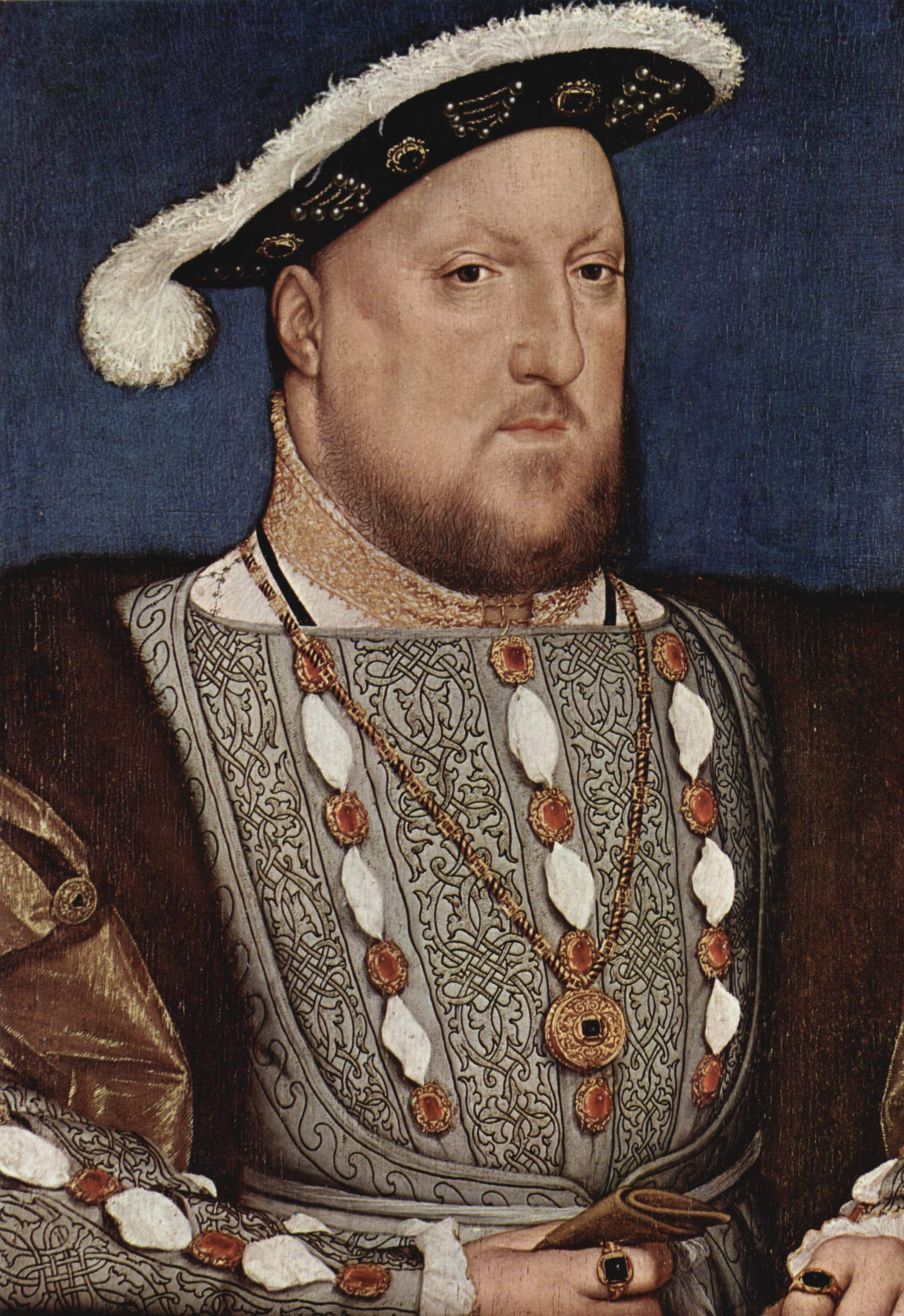
Retrato de Holbein de Enrique VIII, c 1537. Museo Thyssen-Bornemisza, Madrid.

Llegaron a Dinamarca el 10 de marzo de 1538. El día 12, Cristina posó para el retrato durante una sesión de tres horas entre las 13:00 y las 16:00 horas.  Holbein habría podido hablar con ella en su alemán nativo. Esa tarde hizo bocetos preparatorios de su cabeza; La pintura al óleo final se completó en algún momento poco después de su regreso a Inglaterra.
La propia Cristina estaba en contra del arreglo matrimonial; sólo tenía dieciséis años y no ocultaba su disgusto por Enrique, quien en ese momento tenía reputación en toda Europa por su maltrato a las esposas. A ella se le atribuye haber dicho; "Si tuviera dos cabezas, felizmente pondría una a disposición del Rey de Inglaterra". 
Enrique quedó tan cautivado con los bocetos iniciales en color para el retrato, que mostraban sólo su cabeza,  que, según el embajador imperial Eustace Chapuys, "desde que los vio ha estado de mucho mejor humor que nunca, haciendo que los músicos toquen sus instrumentos todo el día".  Sobre la base de los dibujos, encargó a Holbein que lo ampliara hasta convertirlo en un panel al óleo de cuerpo entero. 
John Hutton, el embajador inglés en Bruselas, informó que el boceto de Cristina de otro artista era "sloberid" (babeado) en comparación con el de Holbein.  

## Descripción

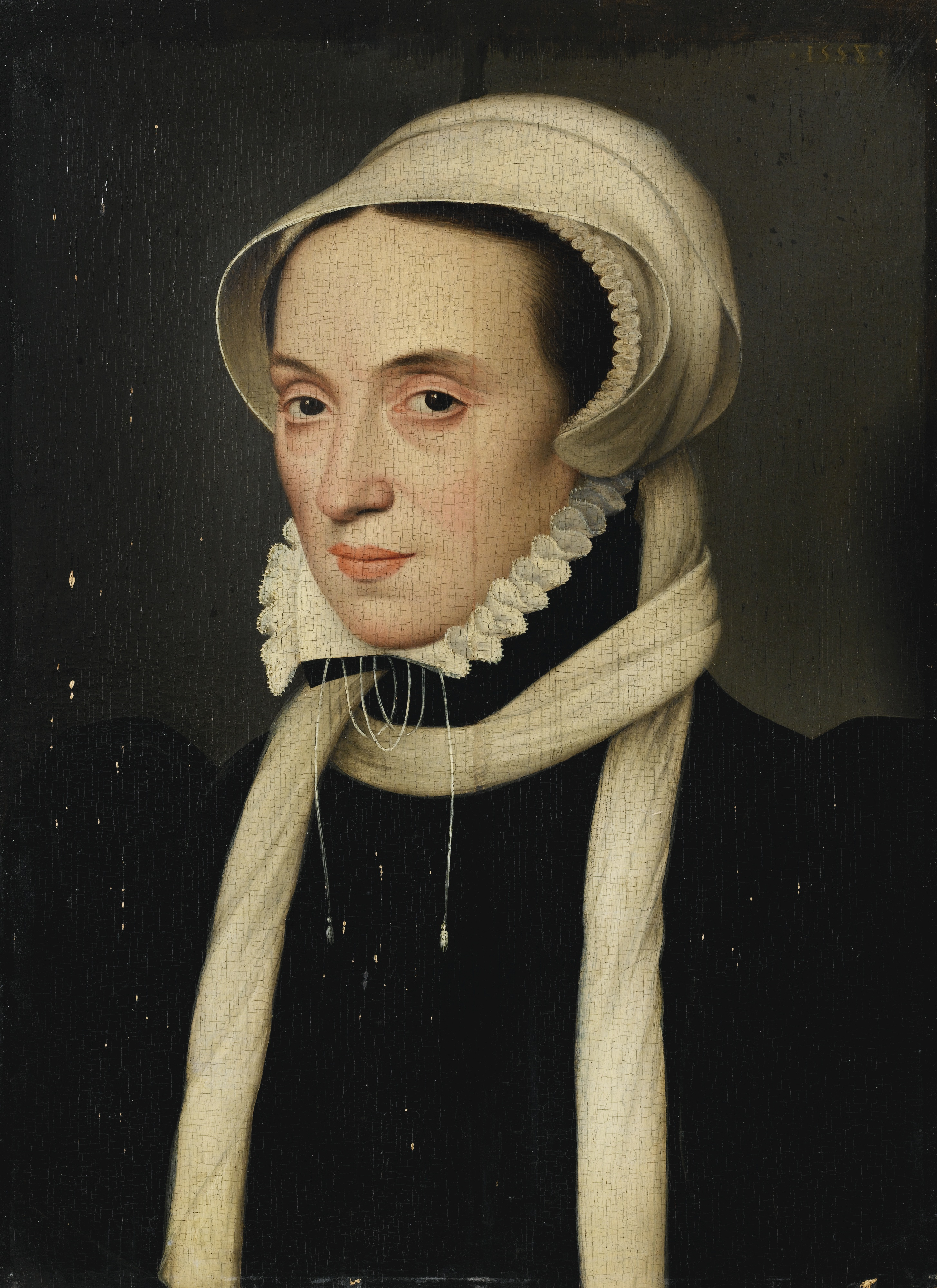
Cristina en su vida posterior. Retrato de François Clouet, 1558.

Cristina aparece de pie y de frente. Está colocada delante de una pared turquesa, que recuerda al arte borgoñón del siglo XV. Está vestida sobriamente de luto riguroso años después de la muerte de su marido, como era costumbre entre las damas en los matrimonios nobles italianos y españoles. Su largo y amplio abrigo de satén negro está forrado de piel. Proyecta su sombra contra la pared detrás de ella, y aparece otra franja de sombra en el lado derecho, arrojada por una fuente invisible. Su expresión es vivaz y comprometida. El rubor de los labios encuentra eco en el anillo con un rubí en su anular izquierdo.  Su juventud se transmite a través de su media sonrisa, su rostro ovalado, su expresión tímida y sus hoyuelos. 
Aunque el retrato está lleno de indicadores de su nobleza, la joven se ha quitado los guantes, permitiendo una atmósfera informal e íntima. Tiene una piel blanca casi perfecta, cuyos tonos contrastan con su atuendo negro. 